# Тищенко Артем Олександрович
Артем Олександрович Тищенко (нар. 22 грудня 1993, смт Жовтневе Білопільського району Сумської області) — український біатлоніст. Призер Чемпіонатів Європи та світу з біатлону серед юніорів. Чемпіон Європи 2015 з біатлону в естафеті (на фініш українська команда прибула другою, проте у 2020 року один з російських біатлоністів, які стали чемпіонами, не пройшов допінг-тест, тому золоті медалі перейшли до команди України).

## Біографія

### Допінг-випадок
З 16 лютого 2016 року Артем Тищенко був відсторонений від змагань через виявлення в його допінг-пробах препарату мельдонію. Спортсмен відмовився відкривати пробу B й буде відсторонений від офіційних стартів до рішення слухань Антидопінгової комісії IBU.
Однак в ході дискусії, що виникла навколо визнання мельдонію допінгом, ВАДА прийняла рекомендації не вважати концентрації мельдонію до 1 мкг допінгом в тих пробах, що були взяті до 1 березня 2016 року. В цю категорію потрапив й Артем Тищенко. 19 квітня 2016 року з нього були зняті всі обмеження.

## Виступи на Олімпійських іграх
| Ігри           | Інд. гонка             | Спринт                 | Персьют                | Масстарт               | Естафета               | Змішана естафета       |
| -------------- | ---------------------- | ---------------------- | ---------------------- | ---------------------- | ---------------------- | ---------------------- |
| Пхьончхан 2018 | 29                     | —                      | —                      | —                      | —                      | —                      |
| Пекін 2022     | Не провів жодної гонки | Не провів жодної гонки | Не провів жодної гонки | Не провів жодної гонки | Не провів жодної гонки | Не провів жодної гонки |

## Виступи на чемпіонатах світу
| Рік   | Місце проведення       | Інд | Спр | Пр | Ест |
| 2012* | Контіолагті, Фінляндія | 3   | 8   | 3  | 8   |
| 2013* | Обертілліях, Австрія   | 19  | 12  | 17 | 5   |
| 2019  | Естерсунд, Швеція      | 83  | 81  | —  | 12  |
| 2020  | Поклюка, Словенія      | 44  | —   | —  | —   |

[*] — юніорські змагання

## Виступи на чемпіонатах Європи
| Рік   | Місце проведення            | Інд | Спр | Пр | Ест | ЗМ |
| 2013* | Банско, Болгарія            | 7   | 13  | 13 | —   | 3  |
| 2014* | Нове Место-на-Мораві, Чехія | 3   | 4   | 2  | —   | 1  |
| 2015  | Отепя, Естонія              | 6   | —   | —  | 2   | —  |
| 2017  | Душники, Польща             | 60  | —   | —  | —   | —  |
| 2019  | Раубичі, Білорусь           | —   | 61  | —  | —   | —  |
| 2021  | Душники, Польща             | 54  | 39  | 21 | —   | —  |

[*] — юніорські змагання

## Кар'єра в Кубку світу
- Дебют в кубку світу — 17 січня 2014 року в спринті в  Антхольці — 90 місце.
- Перше попадання в залікову зону — 10 січня 2015 року в спринті в  Обергофі — 33 місце.
- Перший подіум — 6 лютого 2015 року в супер міксі в  Нове Место-на-Мораві — 3 місце.

#### Подіуми на етапах кубків світу
| Сезон   | Місце проведення   | Змагання                  | Результат |
| ------- | ------------------ | ------------------------- | --------- |
| 2014-15 | Нове Место, Чехія  | одиночна змішана естафета | 3         |
| 2018-19 | Поклюка, Словенія  | одиночна змішана естафета | 3         |
| 2021-22 | Обергоф, Німеччина | одиночна змішана естафета | 3         |
| 2024-25 | Нове Место, Чехія  | естафета                  | 3         |

### Місця в кубках світу
| Сезон   | Індивідуальна | Спринт  | Переслідування | Мас-старт | Загальний залік |
| ------- | ------------- | ------- | -------------- | --------- | --------------- |
| 2014-15 | 62 (4)        | 54 (43) | — (0)          | 47 (10)   | 65 (57)         |
| 2018-19 | 52 (17)       | — (0)   | — (0)          | — (0)     | 85 (17)         |
| 2020-21 | 56 (7)        | 79 (6)  | 58 (16)        | — (0)     | 65 (29)         |

### Статистика виступів у Кубку світу
| 2020–2021 | Контіолахті | Контіолахті | Контіолахті | Контіолахті | Контіолахті | Гохфільцен | Гохфільцен | Гохфільцен | Гохфільцен | Гохфільцен | Гохфільцен | Обергоф | Обергоф | Обергоф | Обергоф | Обергоф | Обергоф | Антерсельва | Антерсельва | Антерсельва | ЧС Поклюка | ЧС Поклюка | ЧС Поклюка | ЧС Поклюка | ЧС Поклюка | ЧС Поклюка | Нове Место | Нове Место | Нове Место | Нове Место | Нове Место | Нове Место | Естерсунд | Естерсунд | Естерсунд | Підсумки | Підсумки |
| 2020–2021 | Інд         | Спр         | Спр         | Пр          | Ест         | Спр        | Пр         | Ест        | Спр        | Пр         | МС         | Спр     | Пр      | ЗМ      | Спр     | Ест     | МС      | Інд         | Ест         | МС          | ЗМ         | Спр        | Пр         | Інд        | Ест        | МС         | Ест        | Спр        | Пр         | Спр        | Пр         | ЗМ         | Спр       | Пр        | МС        | Очок     | Місце    |
| 2020–2021 | —           | —           | —           | —           | —           | —          | —          | —          | —          | —          | —          | 69      | —       | —       | 78      | 6       | —       | 34          | 8           | —           | —          | —          | —          | 44         | —          | —          | 9          | 35         | 25         | 91         | —          | —          | 57        | 50        | —         | —        | —        |

| 2014-2015 | Естерсунд | Естерсунд | Естерсунд | Естерсунд | Гохфільцен | Гохфільцен | Гохфільцен | Нове Место | Нове Место | Нове Место | Нове Место | Обергоф | Обергоф | Обергоф | Рупольдінг | Рупольдінг | Рупольдінг | Антерсельва | Антерсельва | Антерсельва | ЧС Контіолагті | ЧС Контіолагті | ЧС Контіолагті | ЧС Контіолагті | ЧС Контіолагті | ЧС Контіолагті | Поклюка | Поклюка | Поклюка | Ханти-Мансійськ | Ханти-Мансійськ | Ханти-Мансійськ | Хольменколен | Хольменколен | Хольменколен | Підсумки | Підсумки | Підсумки |
| 2014-2015 | ЗМ        | Інд       | Спр       | Пер       | Спр        | Ест        | Пер        | ОЗМ        | ЗМ         | Спр        | Пер        | Спр     | Ест     | МС      | Ест        | Спр        | МС         | Спр         | Пер         | Ест         | Спр            | Пер            | Інд            | МС             | ЗМ             | Ест            | Спр     | Пер     | МС      | Спр             | Пер             | МС              | Інд          | Спр          | Ест          | Очок     | Місце    |          |
| 2014-2015 | —         | 37        | 100       | —         | 73         | —          | —          | 3          | —          | 60         | —          | 10      | —       | 26      | 11         | —          | 29         | 67          | —           | 7           | —              | —              | 60             | —              | —              | —              | 90      | —       | —       | 66              | —               | —               | 56           | 55           | —            | 57       | 60       |          |

| 2013-2014 | Естерсунд | Естерсунд | Естерсунд | Естерсунд | Гохфільцен | Гохфільцен | Гохфільцен | Анессі | Анессі | Анессі | Обергоф | Обергоф | Обергоф | Рупольдінг | Рупольдінг | Рупольдінг | Антерсельва | Антерсельва | Антерсельва | ОІ Сочі | ОІ Сочі | ОІ Сочі | ОІ Сочі | ОІ Сочі | ОІ Сочі | Поклюка | Поклюка | Поклюка | Контіолагті | Контіолагті | Контіолагті | Хольменколен | Хольменколен | Хольменколен | Підсумки | Підсумки | Підсумки |
| 2013-2014 | ЗМ        | Інд       | Спр       | Пер       | Спр        | Ест        | Пер        | Ест    | Спр    | Пер    | Спр     | Пер     | МС      | Ест        | Інд        | Пер        | Спр         | Пер         | Ест         | Спр     | Пер     | Інд     | МС      | ЗМ      | Ест     | Спр     | Пер     | МС      | Спр         | Спр         | Пер         | Спр          | Пер          | МС           | Очок     | Місце    |          |
| 2013-2014 | —         | —         | —         | —         | —          | —          | —          | —      | —      | —      | —       | —       | —       | —          | —          | —          | 90          | —           | 11          | —       | —       | —       | —       | —       | —       | —       | —       | —       | —           | —           | —           | —            | —            | —            | 0        | —        |          |

| У таблиці відображені місця, зайняті спортсменом у гонках впродовж біатлонного сезону. Інд — індивідуальна гонка Пр — гонка переслідування Спр — спринт МС — мас-старт Ест — естафета ЗМ — змішана естафета |

## Цікаві факти
- По завершенню сезону 2014—2015 Артем Тищенко був визнаний Міжнародним союзом біатлоністів найкращим новачком 2015 року[6].